# Alexander Porter
Alexander Porter (Adelaida, 13 de mayo de 1996) es un deportista australiano que compite en ciclismo en las modalidades de pista, especialista en la prueba de persecución por equipos, y ruta.
Participó en los Juegos Olímpicos de Tokio 2020, obteniendo una medalla de bronce en la prueba de persecución por equipos (junto con Kelland O'Brien, Sam Welsford y Luke Plapp). Ganó tres medallas de oro en el Campeonato Mundial de Ciclismo en Pista entre los años 2016 y 2019.

## Medallero internacional
| Juegos Olímpicos   | Juegos Olímpicos      | Juegos Olímpicos  | Juegos Olímpicos        |
| Año                | Lugar                 | Medalla           | Competición             |
| ------------------ | --------------------- | ----------------- | ----------------------- |
| 2020               | Tokio (Japón)         | Medalla de bronce | Persecución por equipos |
| Campeonato Mundial |                       |                   |                         |
| Año                | Lugar                 | Medalla           | Competición             |
| 2016               | Londres (Reino Unido) | Medalla de oro    | Persecución por equipos |
| 2017               | Hong Kong (China)     | Medalla de oro    | Persecución por equipos |
| 2019               | Pruszków (Polonia)    | Medalla de oro    | Persecución por equipos |

1. 1 2  Compitió en la ronda de clasificación.